# أبو القاسم فيضي
أبو القاسم فيضي كان أحد أبرز نشطاء البهائية. ولدة سنة 1908 في مدينة قم بإيران، وعاش فيها حتى بلغ الخامسة عشر من عمره. وحين أحيل والده على التقاعد انتقل بعائلته للسكن في العاصمة الإيرانية طهران، وكان له أخ أكبر منه اسمه محمد علي، يعمل في همدان، حيث التقى واحتك بالبهائيين ثم آمن بالبهائية، مما دفعه إلى حث أخيه على الدخول إلى مدرسة تربيت في طهران التي كانت تحت إدارة بهائية، وهناك كوَّن صداقات بأتباع الدين البهائي، كما أنه حضر الدروس التي يأخذها عادة أبناء البهائية، والتي يطلق عليها دروس الأخلاق، تتضمن هذه الدروس شيئاً من التاريخ وبعض التعاليم البهائية، كما كان مدرسه في أيام الجمعة يأخذه مع سائر الطلبة لحضور دروس خارج المدرسة، اعتقد أبوالقاسم للمرة الأولى أنها دروس تابعة للمنهج المدرسي، لكنه سرعان ما آمن بالدين البهائي بعد ذلك.
عندما أعلنت إدارة الطائفة البهائية عن احتياجها لدعاة في الدول المجاورة لإيران، سارع فيضي للاستجابة لهذا النداء، كان ذلك في شتاء سنة 1941 م، سافر فيها مع زوجته إلى بغداد، يحدوه الأمل في الحصول على تأشيرة دخول إلى دول الخليج العربي، ولم يستطع في عام من إقامته في بغداد أن ينشر ثقافته، لكنه بعد ذلك أقام دروساً كثيرة، شجع البهائيين الجدد، كما كون صداقات مع أفراد العائلات البهائية الكبيرة هناك، وعند اندلاع الحرب عانى من ظروف معيشية صعبة في بغداد.
كان وزوجته من القلائل الذين دخلوا ومهدوا الطريق للبهائيين في دول الخليج العربي، تقدم فيضي للحصول على وظيفة مدرس، وذلك بالمدرسة الثانوية الوحيدة في تلك الفترة في دولة البحرين، غير أنه لم يتمكن من إكمال التدريس، والاحتفاظ بالوظيفة، بسبب كونه بهائياً، كان من الغريب أنه لم ينفَ من البحرين، وذلك لتدخل أحمد محسني، الذي يعد من أوائل الذين دانوا بالدين البهائي في البحرين، ينحدر من أصل فارسي، ويدين بالمذهب الشافعي، هو من أخذ بيد فيضي للمستشار بلجريف، وأخبره بقضيته بشأن منعه من التدريس من قبل وزارة المعارف، فقام المستشار بوقف تسفير فيضي، وذلك لكون أمور الأجانب في البحرين من اختصاصه.
أثناء إقامته في البحرين مرَّ فيضي بالكثير من المصاعب والمشكلات، وعلى رغم مما شكله صيف البحرين القائظ من تحد لجلده، وعلى رغم قلة الدخل وشحه، وما رافق ذلك من حساسية دينية من قبل المجتمع تجاه بهائيته، إلا أنه بعد فترة تأقلم مع هذا المجتمع، بل وتغلغل في نسيجه، فقد كانت له علاقات واسعة، أنشأها من خلال التدريس والاحتكاك بالمجتمع، حتى أنه أرسل تهنئة بمناسبة ذكرى افتتاح نادي فردوسي للقائمين عليه، كما قام بمساعدة الكثير من أبناء جيرانه في الدراسة، وقسم آخر ساعدهم بالمال.